# Jesusbarnet

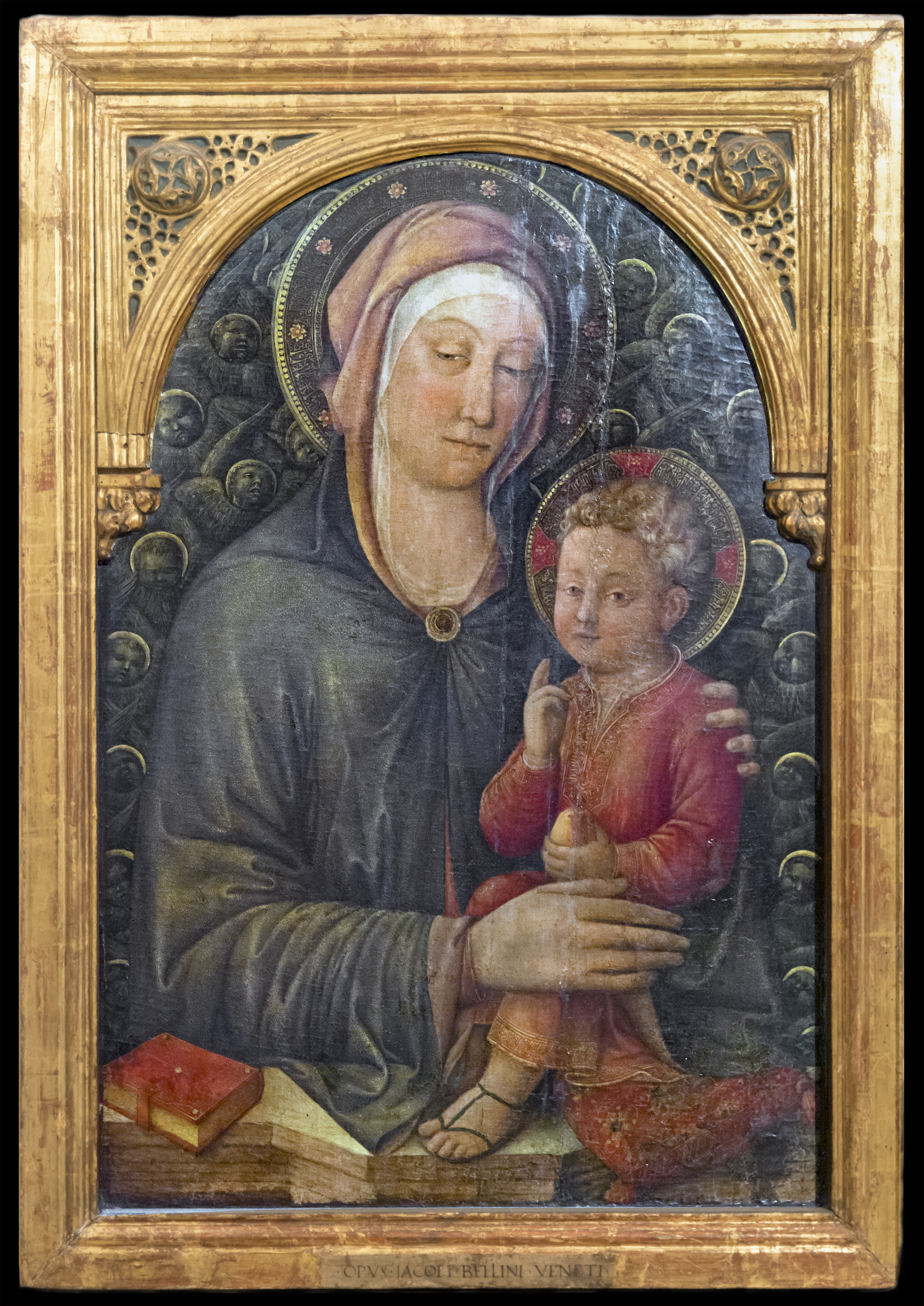
Maria och Jesusbarnet på målning av Jacopo Bellini från 1455.

Jesusbarnet är ett begrepp som syftar på Jesus då han var barn, och upp till ungefär 12-årsåldern.
Den kristna julen firas till minne av Jesu födelse. Förutom just tiden för Jesu födelse samt flykten till Egypten, kännetecknas de kanoniska evangelierna i Nya Testamentet av stor avsaknad av skildringar av Jesu barndom.

## Liturgiska festdagar
Följande liturgiska festdagar till minne av Jesu barndom:
- Juldagen (25 december);
- Jesu omskärelse (1 januari - Ortodoxa kyrkor);
- Trettondedag jul (6 januari)
- Fest för det heliga barnet (tredje söndagen i januari - Romersk-katolska kyrkan i Filippinerna)
- Jesu frambärande i templet (2 februari)

### Fotnoter
1. ↑  ”Varför firar vi advent och jul”. Svenska kyrkan. https://www.svenskakyrkan.se/jul/varfor-firar-vi-jul. Läst 27 januari 2020.
2. ↑  ”Jesus liv och uppdrag”. Svenska kyrkan. Arkiverad från originalet den 21 februari 2020. https://web.archive.org/web/20200221011914/https://www.svenskakyrkan.se/gud/jesus. Läst 27 januari 2020.